# Campeonato Mundial de Atletismo de 2017 - 100 m masculino
A competição dos 100 metros masculino no Campeonato Mundial de Atletismo de 2017 foi realizada no Estádio Olímpico de Londres nos dias 4 de agosto e 5 de agosto. Este evento foi anunciado como a última corrida individual de Usain Bolt. A corrida foi vencida pelo norte-americano Justin Gatlin, seguido de seu compatriota Christian Coleman e de Bolt.

## Recordes
Antes da competição, os recordes eram os seguintes:
| Recorde mundial                               | Usain Bolt (JAM)        | 9.58  | Berlim, Alemanha            | 16 de agosto de 2009 |
| Recorde do campeonato                         | Usain Bolt (JAM)        | 9.58  | Berlim, Alemanha            | 16 de agosto de 2009 |
| Recorde do ano                                | Christian Coleman (USA) | 9.82  | Eugene, Estados Unidos      | 7 de junho de 2017   |
| Recorde africano                              | Olusoji Fasuba (NGR)    | 9.85  | Doha, Qatar                 | 12 de maio de 2006   |
| Recorde asiático                              | Femi Ogunode (QAT)      | 9.91  | Wuhan, China                | 4 de junho de 2015   |
| Recorde asiático                              | Femi Ogunode (QAT)      | 9.91  | Gainesville, Estados Unidos | 22 de abril de 2016  |
| Recorde da América do Norte, Central e Caribe | Usain Bolt (JAM)        | 9.58  | Berlim, Alemanha            | 16 de agosto de 2009 |
| Recorde da América do Sul                     | Robson da Silva (BRA)   | 10.00 | Cidade do México, México    | 22 de julho de 1988  |
| Recorde europeu                               | Francis Obikwelu (POR)  | 9.86  | Atenas, Grécia              | 22 de agosto de 2004 |
| Recorde europeu                               | Jimmy Vicaut (FRA)      | 9.86  | Saint-Denis, França         | 4 de julho de 2015   |
| Recorde europeu                               | Jimmy Vicaut (FRA)      | 9.86  | Montreuil, França           | 7 de junho de 2016   |
| Recorde da Oceania                            | Patrick Johnson (AUS)   | 9.93  | Mito, Japão                 | 5 de maio de 2003    |

## Medalhistas
| Ouro                | Prata                   | Bronze           |
| Justin Gatlin (USA) | Christian Coleman (USA) | Usain Bolt (JAM) |

## Tempo de qualificação
| Tempo de qualificação |
| --------------------- |
| 10.12                 |

## Calendário
| Data                | Horário | Fase            |
| ------------------- | ------- | --------------- |
| 4 de agosto de 2017 | 19:00   | Fase preliminar |
| 4 de agosto de 2017 | 20:20   | Eliminatórias   |
| 5 de agosto de 2017 | 19:05   | Semifinais      |
| 5 de agosto de 2017 | 21:45   | Final           |

Todos os horários estão no horário local (UTC+1)

## Resultados

### Fase preliminar
Qualificação: Três primeiros de cada bateria (Q) e os dois melhores tempos (q) das eliminatórias.
| Pos. | Série | Raia | Atleta                  | Nacionalidade                   | Tempo | Notas                |
| ---- | ----- | ---- | ----------------------- | ------------------------------- | ----- | -------------------- |
| 1    | 3     | 3    | Ján Volko               | Eslováquia                      | 10.15 | Q,                   |
| 2    | 2     | 4    | Emre Zafer Barnes       | Turquia                         | 10.22 | Q                    |
| 3    | 3     | 6    | Mario Burke             | Barbados                        | 10.23 | Q                    |
| 4    | 3     | 8    | Abdullah Akbar Mohammed | Arábia Saudita                  | 10.23 | Q,                   |
| 5    | 4     | 3    | Ramon Gittens           | Barbados                        | 10.25 | Q                    |
| 6    | 1     | 6    | Emmanuel Matadi         | Libéria                         | 10.27 | Q                    |
| 7    | 4     | 5    | Joseph Millar           | Nova Zelândia                   | 10.29 | Q                    |
| 8    | 4     | 6    | Warren Fraser           | Bahamas                         | 10.30 | Q                    |
| 9    | 1     | 3    | Brendon Rodney          | Canadá                          | 10.37 | Q                    |
| 10   | 1     | 7    | Mark Otieno Odhiambo    | Quênia                          | 10.40 | Q                    |
| 11   | 2     | 6    | Chavaughn Walsh         | Antígua e Barbuda               | 10.44 | Q                    |
| 12   | 2     | 2    | Hassan Saaid            | Maldivas                        | 10.45 | Q                    |
| 13   | 4     | 8    | Ambdoul Karim Riffayn   | Comores                         | 10.59 | q                    |
| 14   | 4     | 7    | Jean Tarcicius Batambok | Camarões                        | 10.71 | q,                   |
| 15   | 3     | 2    | Rolando Palacios        | Honduras                        | 10.73 |                      |
| 16   | 3     | 7    | Bui Ba Hanh             | Vietname                        | 10.76 | Recorde da temporada |
| 17   | 1     | 4    | Phearath Nget           | Camboja                         | 10.99 | Recorde da temporada |
| 18   | 2     | 7    | Dyland Sicobo           | Seicheles                       | 11.01 |                      |
| 19   | 1     | 8    | Masbah Ahmmed           | Bangladesh                      | 11.08 |                      |
| 20   | 3     | 4    | Said Gilani             | Afeganistão                     | 11.13 | Recorde pessoal      |
| 21   | 4     | 2    | Scott James Fiti        | Estados Federados da Micronésia | 11.23 | Recorde pessoal      |
| 22   | 3     | 5    | Paul Ma'unikeni         | Ilhas Salomão                   | 11.31 | Recorde pessoal      |
| 23   | 1     | 2    | Mohamed Lamine Dansoko  | Guiné                           | 11.41 | Recorde da temporada |
| 24   | 4     | 4    | Gwynn Uehara            | Palau                           | 11.47 | Recorde da temporada |
| 25   | 1     | 5    | Dysard Dageago          | Nauru                           | 11.60 |                      |
| 26   | 2     | 8    | Jeki Lanki              | Ilhas Marshall                  | 11.91 | Recorde pessoal      |
| 27   | 2     | 3    | Mobera Tonana           | Kiribati                        | 11.91 | Recorde da temporada |
| 28   | 2     | 5    | Ielu Tamoa              | Tuvalu                          | 12.12 | Recorde pessoal      |

### Eliminatórias
Qualificação: Três primeiros de cada bateria (Q) e os seis melhores tempos (q) das eliminatórias.
| Pos. | Série | Raia | Atleta                  | Nacionalidade     | Tempo | Notas |
| ---- | ----- | ---- | ----------------------- | ----------------- | ----- | ----- |
|      | 3     | 4    | Julian Forte            | Jamaica           | 9.99  | Q,    |
|      | 1     | 9    | Christian Coleman       | Estados Unidos    | 10.01 | Q     |
|      | 3     | 6    | Ben Youssef Meïté       | Costa do Marfim   | 10.02 | Q     |
|      | 3     | 2    | Reece Prescod           | Grã-Bretanha      | 10.03 | Q,    |
|      | 4     | 4    | Su Bingtian             | China             | 10.03 | Q,    |
|      | 5     | 5    | Justin Gatlin           | Estados Unidos    | 10.05 | Q     |
|      | 2     | 2    | Abdul Hakim Sani Brown  | Japão             | 10.05 | Q,    |
|      | 4     | 2    | Chijindu Ujah           | Grã-Bretanha      | 10.07 | Q     |
|      | 6     | 4    | Usain Bolt              | Jamaica           | 10.07 | Q     |
|      | 6     | 4    | James Dasaolu           | Grã-Bretanha      | 10.13 | Q     |
|      | 1     | 5    | Jak Ali Harvey          | Turquia           | 10.13 | Q     |
|      | 4     | 9    | Christopher Belcher     | Estados Unidos    | 10.13 | Q     |
|      | 2     | 8    | Yohan Blake             | Jamaica           | 10.13 | Q     |
|      | 2     | 6    | Xie Zhenye              | China             | 10.13 | Q     |
|      | 3     | 5    | Akani Simbine           | África do Sul     | 10.15 | q     |
|      | 6     | 4    | Jimmy Vicaut            | França            | 10.15 | Q     |
|      | 6     | 4    | Shuhei Tada             | Japão             | 10.19 | q     |
|      | 5     | 7    | Andrew Fisher           | Bahrein           | 10.19 | Q     |
|      | 1     | 4    | Cejhae Greene           | Antígua e Barbuda | 10.21 | Q     |
|      | 4     | 3    | Asuka Cambridge         | Japão             | 10.21 | q     |
|      | 2     | 7    | Emre Zafer Barnes       | Turquia           | 10.22 | q     |
|      | 1     | 3    | Emmanuel Matadi         | Libéria           | 10.24 | q     |
|      | 5     | 3    | Kim Kuk-young           | Coreia do Sul     | 10.24 | Q     |
|      | 1     | 6    | Ramon Gittens           | Barbados          | 10.24 | q     |
|      | 3     | 3    | Alex Wilson             | Suíça             | 10.24 | q     |
|      | 1     | 7    | Julian Reus             | Alemanha          | 10.25 |       |
|      | 2     | 9    | Emmanuel Callender      | Trinidad e Tobago | 10.25 |       |
|      | 2     | 5    | Ján Volko               | Eslováquia        | 10.25 |       |
|      | 5     | 2    | Keston Bledman          | Trinidad e Tobago | 10.26 |       |
|      | 5     | 6    | Gavin Smellie           | Canadá            | 10.29 |       |
|      | 1     | 2    | Senoj-Jay Givans        | Jamaica           | 10.30 |       |
|      | 5     | 8    | Abdullah Akbar Mohammed | Arábia Saudita    | 10.31 |       |
|      | 4     | 5    | Joseph Millar           | Nova Zelândia     | 10.31 |       |
|      | 6     | 4    | Hassan Taftian          | Irão              | 10.34 |       |
|      | 6     | 4    | Brendon Rodney          | Canadá            | 10.36 |       |
|      | 4     | 8    | Mark Otieno Odhiambo    | Quênia            | 10.37 |       |
|      | 2     | 4    | David Lima              | Portugal          | 10.41 |       |
|      | 3     | 7    | Mario Burke             | Barbados          | 10.42 |       |
|      | 6     | 4    | Warren Fraser           | Bahamas           | 10.42 |       |
|      | 3     | 8    | Hassan Saaid            | Maldivas          | 10.45 |       |
|      | 6     | 4    | Diego Palomeque         | Colômbia          | 10.51 |       |
|      | 4     | 6    | Jeremy Dodson           | Samoa             | 10.52 |       |
|      | 2     | 2    | Ambdoul Karim Riffayn   | Comores           | 10.72 |       |
|      | 1     | 8    | Jean Tarcicius Batambok | Camarões          | 10.75 |       |
|      | 4     | 7    | Mosito Lehata           | Lesoto            |       | DSQ   |
|      | 5     | 9    | Thando Roto             | África do Sul     |       | DSQ   |

### Semifinais
Qualificação: Dois primeiros de cada bateria (Q) e os dois melhores tempos (q) das semifinais.
| Pos. | Série | Raia | Atleta                 | Nacionalidade     | Tempo | Notas |
| ---- | ----- | ---- | ---------------------- | ----------------- | ----- | ----- |
| 1    | 3     | 4    | Christian Coleman      | Estados Unidos    | 9.97  | Q     |
| 2    | 3     | 6    | Usain Bolt             | Jamaica           | 9.98  | Q     |
| 3    | 2     | 4    | Yohan Blake            | Jamaica           | 10.04 | Q     |
| 4    | 2     | 9    | Reece Prescod          | Grã-Bretanha      | 10.05 | Q     |
| 5    | 1     | 2    | Akani Simbine          | África do Sul     | 10.05 | Q     |
| 6    | 1     | 6    | Justin Gatlin          | Estados Unidos    | 10.09 | Q     |
| 7    | 3     | 8    | Jimmy Vicaut           | França            | 10.09 | q     |
| 8    | 2     | 6    | Su Bingtian            | China             | 10.10 | q     |
| 9    | 1     | 7    | Ben Youssef Meïté      | Costa do Marfim   | 10.12 |       |
| 10   | 3     | 7    | Chijindu Ujah          | Grã-Bretanha      | 10.12 |       |
| 11   | 1     | 5    | Julian Forte           | Jamaica           | 10.13 |       |
| 12   | 2     | 7    | Jak Ali Harvey         | Turquia           | 10.16 |       |
| 13   | 2     | 8    | Christopher Belcher    | Estados Unidos    | 10.20 |       |
| 14   | 2     | 2    | Emmanuel Matadi        | Libéria           | 10.20 |       |
| 15   | 1     | 4    | James Dasaolu          | Grã-Bretanha      | 10.22 |       |
| 16   | 1     | 3    | Asuka Cambridge        | Japão             | 10.25 |       |
| 17   | 3     | 2    | Shuhei Tada            | Japão             | 10.26 |       |
| 18   | 3     | 3    | Emre Zafer Barnes      | Turquia           | 10.27 |       |
| 19   | 1     | 9    | Xie Zhenye             | China             | 10.28 |       |
| 20   | 2     | 5    | Abdul Hakim Sani Brown | Japão             | 10.28 |       |
| 21   | 2     | 3    | Alex Wilson            | Suíça             | 10.30 |       |
| 22   | 3     | 5    | Andrew Fisher          | Bahrein           | 10.36 |       |
| 23   | 1     | 8    | Kim Kuk-young          | Coreia do Sul     | 10.40 |       |
| 24   | 3     | 9    | Cejhae Greene          | Antígua e Barbuda | 10.64 |       |

### Final
Vento: -0,8 m/s.
| Pos.              | Raia | Atleta            | Nacionalidade  | Tempo | Reac. | Notas                |
| ----------------- | ---- | ----------------- | -------------- | ----- | ----- | -------------------- |
| Medalha de ouro   | 8    | Justin Gatlin     | Estados Unidos | 9.92  | 0.14  | Recorde da temporada |
| Medalha de prata  | 5    | Christian Coleman | Estados Unidos | 9.94  | 0.12  |                      |
| Medalha de bronze | 4    | Usain Bolt        | Jamaica        | 9.95  | 0.18  | Recorde da temporada |
| 4                 | 7    | Yohan Blake       | Jamaica        | 9.99  | 0.14  |                      |
| 5                 | 6    | Akani Simbine     | África do Sul  | 10.01 | 0.14  |                      |
| 6                 | 3    | Jimmy Vicaut      | França         | 10.08 | 0.15  |                      |
| 7                 | 9    | Reece Prescod     | Grã-Bretanha   | 10.17 | 0.15  |                      |
| 8                 | 2    | Su Bingtian       | China          | 10.27 | 0.22  |                      |

Legenda
| Recorde mundial       | Recorde mundial (World record)               |                       | Recorde africano                      | Recorde africano (African) |                                           | Q | Classificado por posição (Qualified) |
| Recorde do campeonato | Recorde do campeonato (Championship record)  | Recorde da América    | Recorde da América (Americas)         | q                          | Classificado por melhor tempo (Qualified) |   |                                      |
| Melhor marca do ano   | Melhor marca do ano (World leading)          | Recorde asiático      | Recorde asiático (Asian)              | DNS                        | Não largou (Did not start)                |   |                                      |
| Recorde nacional      | Recorde nacional (National record)           | Recorde europeu       | Recorde europeu (European)            | DNF                        | Não terminou (Did not finish)             |   |                                      |
| Recorde pessoal       | Recorde pessoal do atleta (Personal best)    | Recorde da Oceania    | Recorde da Oceania (Oceania)          | DSQ / DQ                   | Desclassificado (Disqualified)            |   |                                      |
| Recorde da temporada  | Recorde da temporada do atleta (Season best) | Recorde sul-americano | Recorde sul-americano (South America) | NM                         | Sem marca (No mark)                       |   |                                      |